# Amanda Tapping
Amanda Tapping, född 28 augusti 1965 i Rochford i Essex i Storbritannien, är en kanadensisk-brittisk skådespelerska och tv-regissör.
Tapping är mest känd för sin huvudroll som flygvapenofficeren och astrofysikern Samantha Carter i de amerikansk-kanadensiska science fiction tv-serierna Stargate SG-1 och Stargate Atlantis.
På senare år har Tapping mest varit verksam som regissör till olika tv-serier.

## Biografi
Tapping föddes i England, men familjen flyttade till Toronto i provinsen Ontario i Kanada i när hon var tre år. Tapping erhöll en Bachelor of Fine Arts i drama vid University of Windsor 1988. Därefter dök hon upp i flera TV-reklamfilmer och spelade en mängd biroller i tv- och filmproduktioner, exempelvis The Outer Limits och Arkiv X. Hon har också bildat en komedi troupe, med Katherine Jackson och Anne Marie Kerr, i Toronto i början av 90-talet. Tapping är mest känd för sin roll som Samantha Carter i science fiction TV-serien Stargate SG-1:s samtliga tio säsonger. Tappings rollfigur övertog Torri Higginsons rollfigurs plats i den fjärde säsongen av Stargate Atlantis som Atlantis-expeditionens befälhavare. 
Istället för fortsätta som en av huvudrollsinnehavarna i Stargate Atlantis' femte säsong valde Tapping istället att utveckla en ny serie för Sci-Fi Channel: Sanctuary For All (fritt översatt: fristad för alla), i vilken hon verkar som både huvudrollsinnehavare och verkställande producent. Sanctuary For All i sin tur bygger vidare på Sanctuary, som släpptes på internet under 2007 i en följetong av åtta episoder, där huvuddelen av kulisserna är framställda med hjälp av datoranimation. Ingendera av dessa två serier har visats på svensk tv.
Tapping bor med sin äkta make, Alan Kovacs, i Vancouver, British Columbia, Kanada. Hon har en dotter, Olivia B, född den 22 mars 2005. Tapping hade tre bröder, Richard, Christopher och Steven. Christopher, hennes tvillingbror, arbetar i Toronto som databasadministratör. Hennes bror Steven avled i december 2006. Under 2007 vann Tapping en kanadensisk Comedy Award for Best Actress för sin roll i kortfilmen Breakdown.